# Kerülőutak
A Kerülőutak (eredeti cím: Sideways) 2004-ben bemutatott amerikai, öt Oscar-díjra jelölt road movie vígjáték-dráma Alexander Payne rendezésében, Paul Giamatti főszereplésével. A film forgatókönyvét Rex Pickett azonos című regényéből írták.
Történet két barátról, sok szerelemről és néhány korty borról.

## Cselekmény
|  | Alább a cselekmény részletei következnek! |

Miles Raymond (Paul Giamatti) egy sikertelen író, bor rajongó, elvált, depressziós, középkorú angol tanár San Diegóból, aki barátjával és volt egyetemi szobatársával, Jack Cole-lal (Thomas Haden Church) elindul egy hétre nyaralni Santa Ynez völgyi borvidékre, megünnepelni, hogy Jack jövő szombaton megnősül. Jack az utazást "bulinak" fogja fel és célja, hogy utolsó "független hetén" minél több lánnyal legyen viszonya. Jack egyébként színész és szinkronszínész (reklámokban), de elmondja Miles-nak, hogy leendő apósa majd bevezeti az ingatlanbizniszbe is. Induláskor még beugranak Miles anyjához, akitől pénzt lop Miles.
Másnap a fiúk Miles törzshelyében, az "Előretolt helyőrség" nevű fogadóban szálnak meg, ahol vacsora közben találkoznak Miles egyik ismerősével, a pincérnő Maya-val (Virginia Madsen). Másnap borkóstolás közben megismerkednek Stephanie-val (Sandra Oh), aki éppen Syrah típusú bort szolgál fel nekik. Kiderül hogy Stephanie ismeri Maya-t, ezért estére dupla randit beszélnek meg. A randi előtt a depressziós Miles megtudja Jack-től, hogy exfelesége (Jessica Hecht) is eljön a lagzira és hogy újra férjhez ment, emiatt kiborul. Az éttermi vacsora után Stephanie felajánlja, hogy menjenek el a lakásukra és ott folytassák az estét, amibe a fiúk belemennek. Jack összejön Stephanie-val, addig Maya és Miles egy üveg bor mellett beszélgetnek Milse regényéről borokról, ami mindkettőjüknek az érdeklődési körébe tartozik, majd mindketten hazamennek. Másnap Jack már az esküvő jegelésén gondolkozik. Újra elmennek randizni négyesben és Miles is összejön Maya-val. Másnap Maya és Miles találkoztak, és a nap folyamán Miles elkottyantja Maya-nak, hogy Jack szombaton megnősül. A lány, mivel Miles falazott Jack-nek, szakít és dühösen hazamegy. Miles nem mondja el Jack-nek a történteket, ezért ő gyanútlanul találkozik Stephanie-val, aki rátámad a férfira és bukósisakkal szétveri az orrát. Jack orrát megműtik és bekötözik. Nézegeti magát a tükörben és azon gondolkozik, hogy milyen történetet találjon ki menyasszonyának. Miles megjegyzi, hogy olyan úgy néz ki mintha autóbalesetet szenvedett volna. Miles felhívja a kiadót és megtudja, hogy a regényét nem fogják kiadni. Elmennek vacsorázni, ahol egy pincérnő felismeri Jack-et a színészt egy korábbi filmjéből. Jack megbeszéli a lánnyal, hogy hazakíséri. Mondja Miles-nak, hogy menjen haza, addig ő megvárja a lányt míg végez. Miles ellenzi az ötletet, de visszamegy a motelba. Másnap reggel arra ébred, hogy kopogtatnak az ajtón. Jack az, meztelenül, kificamodott bokával. Elmondja Miles-nak, hogy míg szeretkezett a pincérnővel, hirtelen megjelent a nő férje, és ezért el kellett menekülnie és több mint 5 mérföldet futott a motelig és egy strucc farmon is átvágott. Otthagyta a ruháját, és benne a pénztárcát az eljegyzési gyűrűkkel, amire szanszkritül bele volt gravírozva a nevük. Miles nyugtatja Jack-et, hogy ez nem nagy ügy, mondja azt a menyasszonyának, hogy ellopták a tárcáját, de Jack szerint ezt nem értené meg a nő. Elmennek a pincérnő házához, ahová Miles bemegy, és visszalopja Jack nadrágját. A pincérnő férje meztelenül utánuk rohan, de elmenekülnek a kocsival. Másnap indulnak haza, és Jack arra kéri Miles-t, hogy had vezessen, majd direkt belehajt egy fába a kocsival, kis sebességgel. Jack az orra miatt autóbalesetet csinált, hogy a törött kocsit látván hitelesebb legyen a hazugsága. Miles kiakad. Másnap az esküvőn, a szertartás után, Miles találkozik exfeleségével, aki elmondja neki hogy terhes az új férjétől. Miles nem megy el a lagzira, helyette, egy gyorsétteremben, egy kólás műanyag pohárban megissza a legdrágább, féltve őrzött borát, egy 1961-es évjáratú Château Cheval Blanc-t. Majd Maya felhívja telefonon Miles-t, és elmondja, hogy megbocsátott neki valamint tetszett a regénye, amit még kézirat formájában adott neki Miles.
|  | Itt a vége a cselekmény részletezésének! |

## Szereplők
| Szereplő    | Színész             | Magyar hang         |
| ----------- | ------------------- | ------------------- |
| Miles       | Paul Giamatti       | Kálloy Molnár Péter |
| Jack        | Thomas Haden Church | Haás Vander Péter   |
| Maya        | Virginia Madsen     | Orosz Anna          |
| Stephanie   | Sandra Oh           | Kisfalvi Krisztina  |
| Miles anyja | Marylouise Burke    | Kassai Ilona        |
| Victoria    | Jessica Hecht       | Grúber Zita         |

További magyar hangok: Zakariás Éva, Zsolnai Júlia, Faragó András, Jelinek Márk, Simon Eszter, Talmács Márta

## Megjelenés
A filmet először 2004. szeptember 13-án mutatták be a Toronto Nemzetközi Filmfesztiválon. Az Egyesült Államokban limitáltan 2004. október 12-én mutatták be négy moziban, a széles körű mozipremier 2005. január 21-én volt. A magyar mozik 2005. február 3-tól vetítették a filmet.
A film magyar DVD kiadása 2005. június 7-én, a Blu-ray kiadás pedig 2009. március 20-án volt.

## Kritika
A kritikákat összegyűjtő rottentomatoes.com oldal alapján 223 kritikusból 215 értékelte pozitívan és 8 negatívan. A film 96%-on áll, 10/8.5-ös átlaggal, tehát kijelenthető hogy a kritikusok kedvelték a filmet. imdb.com-on 10/7.6-on áll a szavazatok alapján ami szintén pozitívnak mondható.

## Filmzene
A filmzenét egy 15 tagú jazz zenekar adta elő és Rolfe Kent komponálta. Az album 2004. október 12-én jelent meg a New Line Records gondozásában.
Számlista:
1. "Asphalt Groovin'" – 4:00
2. "Constantine Snaps His Fingers" – 3:03
3. "Drive!" – 3:56
4. "Picnic" – 2:15
5. "Lonely Day" – 1:40
6. "Wine Safari" – 2:13
7. "Miles' Theme" – 2:59
8. "Los Olivos" – 2:43
9. "Chasing the Golfers" – 3:03
10. "Walk to Hitching Post" – 2:32
11. "Abandoning the Wedding" – 3:25
12. "Slipping Away As Mum Sleeps" – 1:00
13. "Bowling Tango" – 0:49
14. "I'm Not Drinking Any #@%!$ Merlot!" – 1:13
15. "Miles And Maya" – 2:26

## Érdekességek
- Amikor azt a jelenetet forgatták, hogy Jack és Miles vacsorázik Miles anyjánál, másnap mindhárom színész ételmérgezést kapott.
- A borkedvelők körében a film igazi kultusznak örvend. Miles (Paul Giamatti) rajong a Pinot noir borokért viszont a Merlot borokat utálja. Ennek többször hangot ad a film során. A film megjelenése után a Pinot noir borok eladási mutatója 20%-kal nőt, a Merlot borok eladási mutatója viszont 3%-kal csökkent az USA-ban. Hasonló jelenség volt tapasztalható brit borpiacon is.
- Miles féltve őrzött kincse a filmben egy 1961-es Château Cheval Blanc, ami viszont Merlot és Cabernet franc keveréke, és a filmben pont ezt a két borfajtát (szőlőfajtát) becsméreli.
- Mikor Jack szerepére volt meghallgatás, Thomas Haden Church-nek meztelenre kellett vetkőznie a castingon. Később megtudta, hogy ő volt az egyetlen színész, aki ezt bevállalta.
- George Clooney szerette volna megkapni Jack szerepét, de a rendező nem akarta, hogy túl nagy sztár játsszon a filmben.
- Ez az első film aminek a forgatókönyve megnyerte az öt legfontosabb kritikai díjat (National Board of Review, New York, Los Angeles, Brodcast és National Society Critics, a Golden Globe-díj, a WGA, és az Oscar-díj.)
- Mikor Miles, Jack, Maya és Stephanie megismerkedett és négyesben vacsoráztak, a filmben hallott párbeszédek nagy részét improvizálták a színészek.
- Abban a jelenetben mikor Miles (Paul Giamatti) az anyja házában a fényképeteket nézegeti az egyiken az apjával látható. Azon a képen Paul Giamatti és a valódi édesapja (Bart Giamatti (1938-1989)) látható egy régi fényképen.
- Sandra Oh a szerepe kedvéért megtanult motorkerékpárt vezetni.
- A film forgatása idején (2004), a rendező (Alexander Payne) és az egyik főszereplő (Sandra Oh) házasok voltak.
- Az Empire magazin 2005-ben az év filmjének szavazta meg a Kerülőutakat. Ugyanez a magazin 2008-ban megszavazta a filmet a valaha készült 500 legjobb film 494. helyére.
- A filmben Miles szájából elhangzik, hogy: " I am NOT drinking any fucking Merlot!" (A magyar szinkronos verzióban így szerepelt: "Nem fogok nyavalyás Merlot-t vedelni"). Miles ezen mondata lett a filmzene egyik számának a címe: "I'm Not Drinking Any #@%!$ Merlot!"
- A filmben látható borászok nagy része a való életben is borász.
- A film egyik jelenetében a tv adásában George W. Bush látható.
- Rex Pickett, akinek a novellájából írták a forgatókönyvet, cameózott a filmben. Egy golfjátékost alakított.
- A film mindkét férfi főszereplője (Paul Giamatti, Thomas Haden Church) játszott már Pókember filmben negatív karaktert. Church a 2007-es Pókember 3-ban alakította Pókember fő ellenfelét, Homokembert (Flint Marko-t), Giamatti pedig a 2014-es A csodálatos Pókember 2-ben játszott gonosz karaktert.

## Díjak és jelölések
- Oscar-díj
  - díj: legjobb adaptált forgatókönyv (Jim Taylor, Alexander Payne)
  - jelölés: legjobb film (Michael London)
  - jelölés: legjobb rendező (Alexander Payne)
  - jelölés: legjobb férfi mellékszereplő (Thomas Haden Church)
  - jelölés: legjobb női mellékszereplő (Virginia Madsen)
- Golden Globe-díj
  - díj: legjobb filmmusical vagy vígjáték
  - díj: legjobb forgatókönyv (Alexander Payne, Jim Taylor)
  - jelölés: legjobb rendező (Alexander Payne)
  - jelölés: legjobb női mellékszereplő (Virginia Madsen)
  - jelölés: legjobb férfi mellékszereplő (Thomas Haden Church)
  - jelölés: legjobb férfi főszereplő (Paul Giamatti)
  - jelölés: legjobb eredeti filmzene (Rolfe Kent)
- BAFTA-díj
  - díj: legjobb adaptált forgatókönyv (Alexander Payne, Jim Taylor)